# مقبرة كريات شاؤول
مقبرة كريات شاؤول (بالعبرية: בית העלמין קריית שאול)، هي مقبرة يهودية تقع شمال بلدة كريات شاؤول، بمدينة تل أبيب بدولة إسرائيل، أفتتح القبر سنة 1943 أثناء الإنتداب البريطاني في فلسطين، وتبلغ مساحتها نحو 32 هكتاراً، حيث تضم المقبرة تزيد عن 80 ألف قبر، بما في ذلك شخصيات سياسية وثقافية كبيرة من الإسرائيليين، وفي عام 1991 أعتبرت أن مقبرة كريات شاؤول هي المقبرة الرئيسية والهامة لتاريخ إسرائيل المعاصر.